# Лізбен (округ Джуно, Вісконсин)
Лізбен (англ. Lisbon) — місто (англ. town) в США, в окрузі Джуно штату Вісконсин. Населення — 1750 осіб (2020).

## Демографія
Згідно з переписом 2010 року, у місті мешкало 912 осіб у 375 домогосподарствах у складі 261 родини. Було 435 помешкань
Расовий склад населення:
| - 96,5 % — білих - 1,8 % — азіатів - 0,5 % — корінних американців - 0,3 % — чорних або афроамериканців |

До двох чи більше рас належало 0,9 %. Частка іспаномовних становила 0,5 % від усіх жителів.
За віковим діапазоном населення розподілялося таким чином: 21,6 % — особи молодші 18 років, 60,2 % — особи у віці 18—64 років, 18,2 % — особи у віці 65 років та старші. Медіана віку мешканця становила 46,5 року. На 100 осіб жіночої статі у місті припадало 103,6 чоловіків;  на 100 жінок у віці від 18 років та старших — 107,2 чоловіків також старших 18 років.
Середній дохід на одне домашнє господарство  становив 84 072 долари США (медіана — 60 750), а середній дохід на одну сім'ю — 101 545 доларів (медіана — 71 250). Медіана доходів становила 48 611 долар для чоловіків та 36 750 доларів для жінок. За межею бідності перебувало 7,6 % осіб, у тому числі 4,5 % дітей у віці до 18 років та 9,3 % осіб у віці 65 років та старших.
Цивільне працевлаштоване населення становило 468 осіб. Основні галузі зайнятості: виробництво — 23,7 %, освіта, охорона здоров'я та соціальна допомога — 22,6 %, мистецтво, розваги та відпочинок — 12,2 %, роздрібна торгівля — 10,0 %.